# Болл, Майкл
Майкл Э́шли Болл (англ. Michael Ashley Ball, 27 июня 1962 года, Бромсгроув, Вустершир, Великобритания) — британский тенор, актёр мюзикла, первый исполнитель роли Мариуса Понмерси в англоязычной постановке мюзикла «Отверженные», исполнитель ролей Рауля в мюзикле «Призрак оперы», Алекса в мюзикле «Аспекты любви», двукратный обладатель премии Лоренса Оливье за лучшую мужскую роль в мюзикле. Майкл Болл представлял Великобританию на конкурсе песни Евровидение в 1992 году и занял второе место с песней «One Step Out Of Time».
В 2015 году по случаю Дня рождения Королевы Болл был произведен в офицеры Ордена Британской империи за заслуги в музыкальном театре.

## Ранние годы
Майкл Болл родился 27 июня 1962 года в Бромсгроуве, графство Вустершир. Его мать была валлийкой, а отец англичанином. Он начинал учеником в компании Austin Motor Company и впоследствии стал весьма успешным бизнесменом, хотя сначала хотел стать актёром. У Майкла есть сестра Кэтрин, на десять лет его младше. Дед Майкла по материнской линии был рабочим на угольной шахте.
Когда Майклу исполнилось три года, семья переехала в Дартмур. Он никогда не брал уроков пения, но учился петь под фонограммы известных артистов, таких как Элла Фитцджеральд, Махалия Джексон, Фрэнк Синатра. В 11 лет он поступил учиться в Плимут-колледж, частную школу-пансион. Его родители считали, что в этой школе он получит хорошее образование, но Майклу не подходила академическая атмосфера и спортивная направленность колледжа.
Болл интересовался театром, и в возрасте 14 лет отец отвез его на спектакль Королевской шекспировской компании «Король Лир». После этого Майкл вступил в труппу юношеского театра, затем поступил в Гилфордскую школу актёрского мастерства. Он выпустился из неё в 1984 году, после чего его карьера пошла на взлёт. Его бабушка поддерживала его в певческих начинаниях, однако она умерла за неделю до его дебюта в «Пиратах Пензанса».

## Театр
В 1984 году после окончания школы актёрского мастерства Болл получил свою первую роль в мюзикле «Годспелл» в Аберистуитском Центре искусств. После этого он несколько месяцев играл в Бэйзинстоке. Майкл проходит кастинг из 600 человек на главную роль в «Пиратах Пензанса» в Манчестерском оперном театре. Эта роль стала его первым прорывом. Вскоре последовала следующая звездная роль: Камерон Макинтош отобрал его на роль Мариуса Понмерси для первой англоязычной постановки мюзикла «Отверженные». Однако из-за внезапной ангины Болл почти на 7 недель вышел из состава постановки, чтобы оправиться от болезни. После возвращения Майкл испытывал определённые проблемы, связанные с выступлениями на публике, в том числе приступы паники, ухудшение зрения. У него началась затяжная депрессия, из-за этого он покинул состав «Отверженных».
Телеканал Thames Television пригласил Болла выступать во время конкурса Мисс Англия в прямом эфире. Когда певец пересмотрел своё выступление, он обнаружил, что никто не заметил его нервозности и тревожности, после чего его проблемы пошли на спад. Примерно в это время Камерон Макинтош снова пригласил Болла в свой проект. После того, как исполнители ролей Рауля и Призрака в мюзикле «Призрак оперы» Майкл Кроуфорд и Стив Бартон отправились представлять спектакль на Бродвей, нужно было найти им замену в Лондоне. Макинтош посчитал, что роль Рауля подойдёт Майклу Боллу.
Болл сыграл роль Алекса в мюзикле Эндрю Ллойда Уэббера «Аспекты любви» в лондонской (1989 год) и бродвейской (1990) постановках, затем, после значительного перерыва на сцене, роль Гиоргио в лондонской постановке «Страсти» Стивена Сондхайма в 1996 году. В 1995 году Камерон Макинтош вновь пригласил Майкла Болла в «Отверженных»: в большом концерте, посвященном 10-летию мюзикла, Болл повторил свою роль Мариуса. Состав этого концерта был назван Лучшим составом Отверженных (англ. Les Misérables: The Dream Cast). В 1998 году Болл принял участие в трех концертах: в юбилейном вечере Эндрю Ллойда Уэббера в Королевском Альберт Холле и в концертах, посвященных творчеству Стивена Сондхайма и продюсерской работе Камерона Макинтоша. В 2002 году он исполнил главную роль Каракатуса Поттса в мюзикле «Chitty Chitty Bang Bang».
В 2004 году вместе с Петулой Кларк Болл принял участие в постановке «Бульвара Сансет» в Коркском оперном театре, которая впоследствии была показана на ВВС. Также в 2004 году Болл исполнил роль Вальжана в специальном концертном представлении «Отверженных» в Виндзорском замке, устроенным для Королевы Елизаветы и её гостей. В 2005 году заменил Майкла Кроуфорда в мюзикле Эндрю Ллойда Уэббера «Женщина в белом» в роли графа Фоско, которую Кроуфорд вынужден был оставить из-за проблем со здоровьем. В ноябре 2005 года он повторил роль графа Фоско на Бродвее. В сентябре 2005 года Болл дебютировал в Нью-Йоркской городской опере в роли Реджинальда Банторна в опере Гилберта и Салливана «Patience».
С октября 2007 года по июль 2009 года Майкл Болл исполнял роль Эдны Тёрнблед в мюзикле «Лак для волос» в Шафтсбери-театре. В марте 2008 года он получил за эту роль премию Лоренса Оливье за лучшую мужскую роль в мюзикле. С сентября 2011 года исполняет главную роль в мюзикле Суини Тодд в Театре Адельфи, за которую был награждён второй премией Лоренса Оливье.

## Радио и телевидение
В 1985 году Болл появился в двух эпизодах телесериала Улица Коронации. В 90-х годах у него было собственное ТВ-шоу, а также он выступал в качестве ведущего в Национальной лотерее и благотворительных марафонах. На короткое время заменял ведущих утреннего шоу на ITV. На радио BBC 2 Болл вёл несколько программ, в том числе собственное шоу на протяжении четырёх сезонов и несколько передач, посвященных великим артистам и композиторам. В 2013 году Болл вернулся на радио BBC 2 с собственной передачей «Воскресный вечер с Майклом Боллом», охватывающую много музыкальных направлений.

## Альбомы и синглы
В 1989 году помимо записи основного состава мюзикла «Аспекты любви» Майкл Болл выпустил синглом песню из этого мюзикла «Love Changes Everything» (рус. Любовь всё меняет). Песня достигла 2 места в британских чартах. В 1992 году Болл представлял Великобританию на конкурсе Евровидение в шведском городе Мальмё с песней «One Step Out of Time». На конкурсе он занял второе место, уступив ирландской певице Линде Мартин. Сингл занял 20-е место в чартах, а альбом «Michael Ball», вышедший в мае 1992 года, поднялся до первого места. Впоследствии только 3 из 18 студийных альбомов не попадали в двадцатку лучших.
В июле 2006 года Майкл Болл участвовал в записи альбома Джулиана Ллойда Уэббера «Unexpected Songs» в качестве приглашённого артиста. Свой последний альбом «Both Sides Now» Болл выпустил в феврале 2013 года. В этот альбом вошла песня «Fight the Fight» из нового мюзикла Тима Райса «Отсюда до бесконечности».
В апреле 2020 года принял участие в записи благотворительного сингла «You'll Never Walk Alone» в честь 100-летия ветерана капитана Тома Мура. Песня в итоге заняла первое место в британском официальном хит-параде UK Singles Chart. Все собранные от продажи сингла средства предназначены на благотворительные цели в помощь врачам и больным, пострадавшим от пандемии коронавируса.

### Избранная дискография
| Участвующий исполнитель 1985 — Отверженные — основной лондонский состав (Мариус) 1988 — Отверженные — Полная запись с симфоническим оркестром (Мариус) 1989 — Стук сердца — концепт-альбом (Питер Абелард) 1989 — Аспекты любви — основной лондонский состав (Алекс Диллингем) 1993 — Вестсайдская история — студийная запись (Тони) 1995 — Отверженные — 10-летие мюзикла (Мариус) 1997 — Страсть — концерт основного лондонского состава (Гиоргио) 1998 — Сондхайм этим вечером (концерт) 1998 — Эй, мистер Продюсер! — концерт, посвящённый работе Камерона Макинтоша (Рауль, Мариус) 2002 — Чити-чити, Бэнг-Бэнг — основной лондонский состав — Каракатус Поттс 2012 — Суини Тодд, демон-парикмахер с Флит-стрит — лондонский новый состав (Суини Тодд) | Сольные альбомы 1992 — Michael Ball 1993 — Always 1994 — One Careful Owner 1995 — First Love 1996 — The Musicals 1998 — The Movies 1999 — The Very Best of Michael Ball — In Concert at the Royal Albert Hall 2000 — Christmas 2000 — This Time… It’s Personal 2001 — Centre Stage 2003 — A Love Story 2006 — One Voice 2007 — Back to Bacharach 2011 — Heroes 2013 — Both Sides Now |